# Realitatea.md

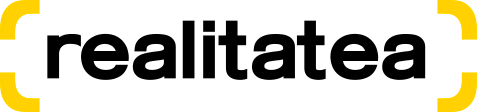

Realitatea.md este un portal generalist de știri din diverse domenii, care prezintă
auditoriului din Republica Moldova și de peste hotare cele mai actuale și importante noutăți în
limba română.
Realitatea.md este și pe social media, cu peste 160.000 de followers pe toate platformele.

## Legaturi externe
https://realitatea.md/ - Site web oficial